# كارولين غارسيا (كاتبة)
كارولين غارسيا (بالإنجليزية: Carolyn Garcia)‏ هي مؤلفة وكاتِبة أمريكية، ولدت في 6 مايو 1946 في بكبسي في الولايات المتحدة.